# Declaración de Balamand
El Documento de Balamand es un documento de la Comisión Mixta del diálogo entre la Iglesia católica y la Iglesia Ortodoxa de año 1993. El documento trata del problema del llamado "uniatismo", creación de las Iglesias orientales en comunión con el Iglesia de Roma en los siglos XVI-XVII. Las Iglesias creadas en ese modo siguen existiendo. Han sido perseguido en el periodo comunista. Su resurgimiento después de la caída de los regímenes comunistas en Europa Central y Oriental, especialmente en Ucrania y Rumanía ha causado tensiones en las relaciones católico-ortodoxas. El documento de Balamand (Líbano) es un intento de remediar las tensiones. De un lado se afirma que el uniatismo es un método del pasado y que ahora el método propio para conseguir la plena comunión es diálogo ecuménico. De otro lado se afirma el derecho de existir de las Iglesias orientales católicas.
- Datos: Q5812277